# Torre Windsor

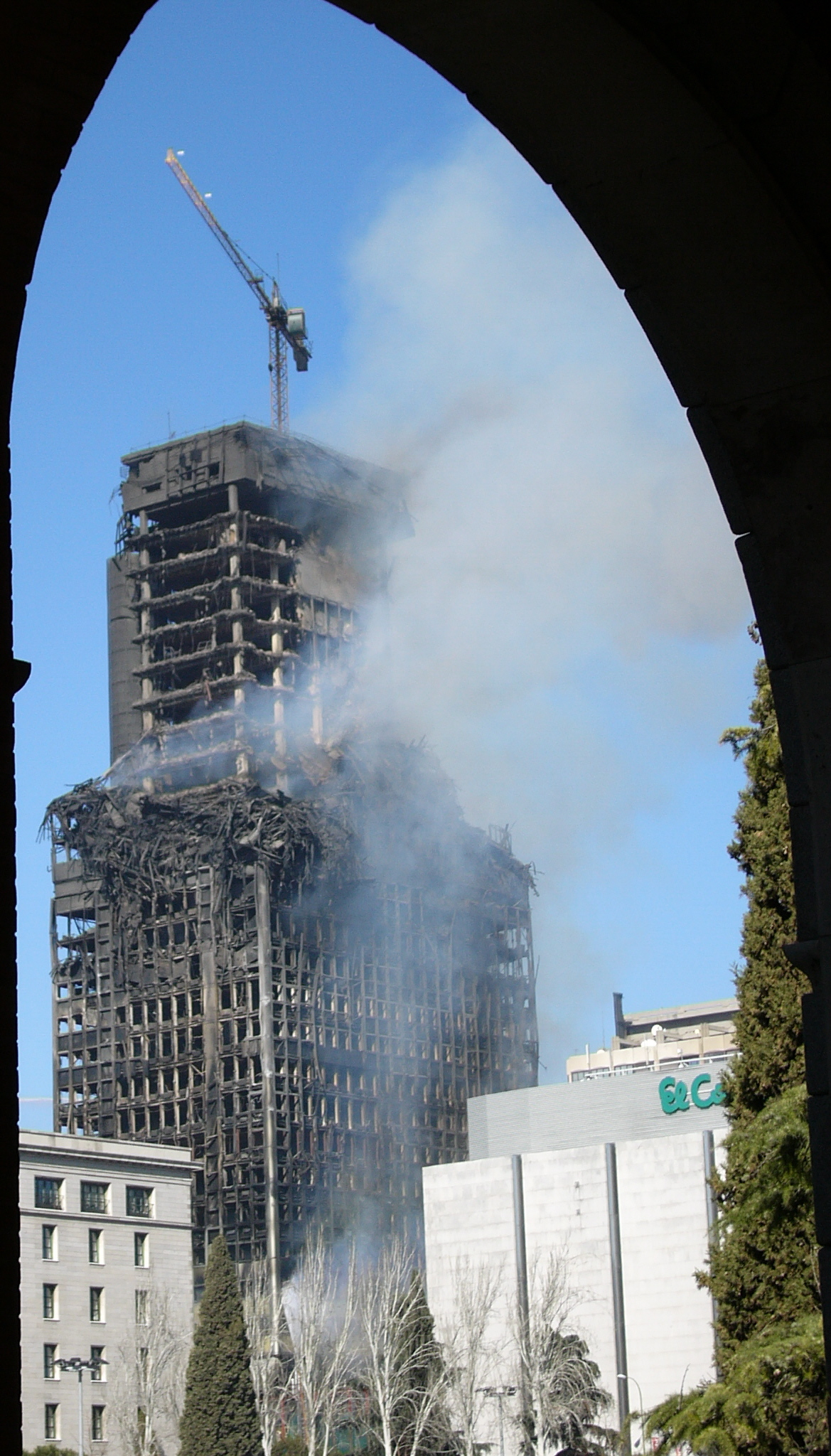
Torre Windsor

Torre Windsor was een wolkenkrabber in de Spaanse hoofdstad Madrid. Torre Windsor werd in de periode 1975-1979 gebouwd.
Het kantoorgebouw aan de Calle Raimundo Fernández Villaverde was 106 m hoog, telde 32 verdiepingen (waarvan 29 boven de grond) en was het achtste hoogste gebouw van de hoofdstad. Na een brand op 12 februari 2005 stortte het gebouw deels in. Het gebouw werd in hetzelfde jaar gesloopt. 
De brand ontstond op de 21e etage. Hoe de brand is ontstaan is onduidelijk; in eerste instantie werd gedacht aan kortsluiting, maar er zijn enige aanwijzingen die duiden op brandstichting.